# André Wilde
André Wilde (1972) es un deportista alemán que compitió en natación, en la modalidad de aguas abiertas.
Ganó dos medallas en el Campeonato Europeo de Natación, plata en 1997 y bronce en 1999, ambas en la prueba de 25 km.

## Palmarés internacional
| Campeonato Europeo | Campeonato Europeo | Campeonato Europeo | Campeonato Europeo |
| Año                | Lugar              | Medalla            | Prueba             |
| ------------------ | ------------------ | ------------------ | ------------------ |
| 1997               | Sevilla (España)   | Medalla de plata   | 25 km              |
| 1999               | Estambul (Turquía) | Medalla de bronce  | 25 km              |